# Sergio Higuita
Sergio Andrés Higuita García (født 1. august 1997 i Medellín) er en professionel cykelrytter fra Colombia, der er på kontrakt hos XDS Astana Team.
I 2020 blev han colombiansk mester i linjeløb.
Tour de France 2020 var første gang han deltog i det franske etapeløb. Her styrtede han to gange på 15. etape og måtte udgå af løbet.